# Carex phyllostachys
Carex phyllostachys är en halvgräsart som beskrevs av Carl Anton von Meyer. Carex phyllostachys ingår i släktet starrar, och familjen halvgräs. Inga underarter finns listade i Catalogue of Life.